# Veronica Pasini
Veronica Pasini (Rovereto, 3 dicembre 2000) è una calciatrice italiana, di ruolo attaccante.

## Carriera

### Club
Veronica Pasini si avvicina al calcio fin da giovanissima e dal 2009 si tessera con l'Arcobaleno Bardolino per continuare l'attività in una squadra completamente femminile. Con le gialloblu della società di Bardolino e del presidente Dino Salvetti partecipa al Campionato Primavera.
Salvetti, che oltre a presiedere la società gardesana è anche responsabile del settore giovanile dell'AGSM Verona, la propone alla società veronese che dalla stagione 2015-2016 la inserisce in rosa con la prima squadra. Grazie al secondo posto ottenuto in campionato, l'AGSM Verona ha avuto accesso alla UEFA Women's Champions League 2016-2017 partendo dai sedicesimi di finale, dove Pasini ha avuto l'occasione di debuttare per la prima volta in un incontro internazionale di club scendendo in campo nella doppia sfida con le kazake del BIIK Kazygurt che le eliminano dal torneo..